# Лі Чхан Дон
Лі Чхан Дон (кор. 이창동; нар. 4 липня 1954) — корейський режисер, сценарист, письменник.

## Фільмографія
| Рік  | Фільм                                          | Режисер | Продюсер | Сценарист | Примітки                |
| ---- | ---------------------------------------------- | ------- | -------- | --------- | ----------------------- |
| 1993 | До Зоряного острова // To the Starry Island    |         |          | Так       | також помічник режисера |
| 1995 | Єдина іскра // A Single Spark                  |         |          | Так       |                         |
| 1997 | Зелена риба // Green Fish                      | Так     |          | Так       |                         |
| 1999 | М'ятна цукерка // Peppermint Candy             | Так     |          | Так       |                         |
| 2002 | Оаза // Oasis                                  | Так     |          | Так       |                         |
| 2007 | Таємниче сяйво // Secret Sunshine              | Так     | Так      | Так       |                         |
| 2007 | Ніколи-назавжди // Never Forever               |         | Так      |           |                         |
| 2009 | A Brand New Life                               |         | Так      |           |                         |
| 2010 | Поезія // Poetry                               | Так     |          | Так       |                         |
| 2013 | Hwayi: A Monster Boy                           |         | Так      |           |                         |
| 2014 | Дівчинка біля моїх дверей // A Girl at My Door |         | Так      |           |                         |
| 2015 | Колективна винахід // Collective Invention     |         | Так      |           |                         |
| 2016 | The World of Us                                |         | Так      |           |                         |
| 2018 | Горіння // Burning                             | Так     | Так      | Так       |                         |

## Нагороди
- 2006 — Орден Почесного легіону (2006)

Фільм «Горіння»
- 2018 — Каннський кінофестиваль. Приз ФІПРЕССІ
- 2018 — Каннський кінофестиваль. Найкращий фільм на думку видання Screen International

Фільм «Поезія»
- 2011 — Премія мистецтв Пексан. Найкращий режисер
- 2011 — Азійська кінопремія. Найкращий режисер
- 2010 — Великий дзвін. Найкращий фільм
- 2010 — Великий дзвін. Найкращий сценарій
- 2010 — Каннський кінофестиваль. Найкращий сценарій
- 2010 — Азійсько-Тихоокеанська кінопремія. Досягнення в режисурі

Фільм «Таємниче сяйво»
- 2008 — Азійська кінопремія. Найкращий фільм
- 2008 — Азійська кінопремія. Найкращий режисер
- 2008 — Азійсько-Тихоокеанська кінопремія. Найкращий фільм
- 2008 — Премія мистецтв Пексан. Найкращий режисер
- 2007 — Корейська кінопремія, найкращий фільм
- 2007 — Корейська кінопремія, найкращий режисер
- 2007 — Director's Cut Awards, найкращий режисер
- 2007 — Великий дзвін. Спеціальний приз

Фільм «Оаза»
- 2003 — Премія мистецтв Пексан. Найкращий режисер
- 2003 — Castellinaria International Festival of Young Cinema. Three Castles Award
- 2003 — Gardanne Film Festival. Audience Award
- 2003 — Міжнародний кінофестиваль у Ванкувері. Chief Dan George Humanitarian Award
- 2003 — Венеційський кінофестиваль. FIPRESCI Prize
- 2003 — Венеційський кінофестиваль. SIGNIS Award
- 2003 — Венеційський кінофестиваль. Special Director's Award

Фільм «М'ятна цукерка»
- 2000 — Братиславський міжнародний кінофестиваль. Спеціальний приз журі
- 2000 — Великий дзвін. Найкращий фільм
- 2000 — Міжнародний кінофестиваль у Карлових Варах. Премія Дон-Кіхота
- 2000 — Міжнародний кінофестиваль у Карлових Варах. Спеціальна згадка
- 2000 — Міжнародний кінофестиваль у Карлових Варах. Спеціальний приз журі

Фільм «Зелена риба»
- 1997 — Кінопремія «Блакитний дракон». Найкращий фільм
- 1997 — Міжнародний кінофестиваль у Ванкувері. Премія Дракони і тигри
- 1998 — Роттердамський міжнародний кінофестиваль. Спеціальна згадка

Фільм «Єдина іскра»
- 1995 — Кінопремія «Блакитний дракон». Найкращий фільм